# Johor Bahru (huyện)
Huyện Johor Bahru là một huyện thuộc bang Johor của Malaysia. Huyện Johor Bahru có dân số thời điểm năm 2010 ước tính khoảng 1345191 người.